# Powiat radomszczański
Powiat radomszczański (daw. powiat radomski, powiat noworadomski, powiat radomskowski) — powiat w Polsce (województwo łódzkie), reaktywowany w 1999 roku w ramach reformy administracyjnej (uprzednio zniesiony w 1975). Jego siedzibą jest miasto Radomsko.
Według danych z 31 grudnia 2019 roku powiat zamieszkiwały 112 644 osoby. Natomiast według danych z 30 czerwca 2020 roku powiat zamieszkiwało 112 225 osób.

## Geografia

### Położenie i obszar
Powiat radomszczański ma obszar 1442,78 km².

### Podział administracyjny
W skład powiatu wchodzą:
- gminy miejskie: Radomsko
- gminy miejsko-wiejskie: Kamieńsk, Przedbórz
- gminy wiejskie: Dobryszyce, Gidle, Gomunice, Kobiele Wielkie, Kodrąb, Lgota Wielka, Ładzice, Masłowice, Radomsko, Wielgomłyny, Żytno
- miasta: Radomsko, Kamieńsk, Przedbórz

Powiat radomszczański graniczy z czterema powiatami województwa łódzkiego: pajęczańskim, bełchatowskim, piotrkowskim i opoczyńskim, z dwoma powiatami województwa świętokrzyskiego: koneckim i włoszczowskim oraz z jednym powiatem województwa śląskiego: częstochowskim.

## Demografia

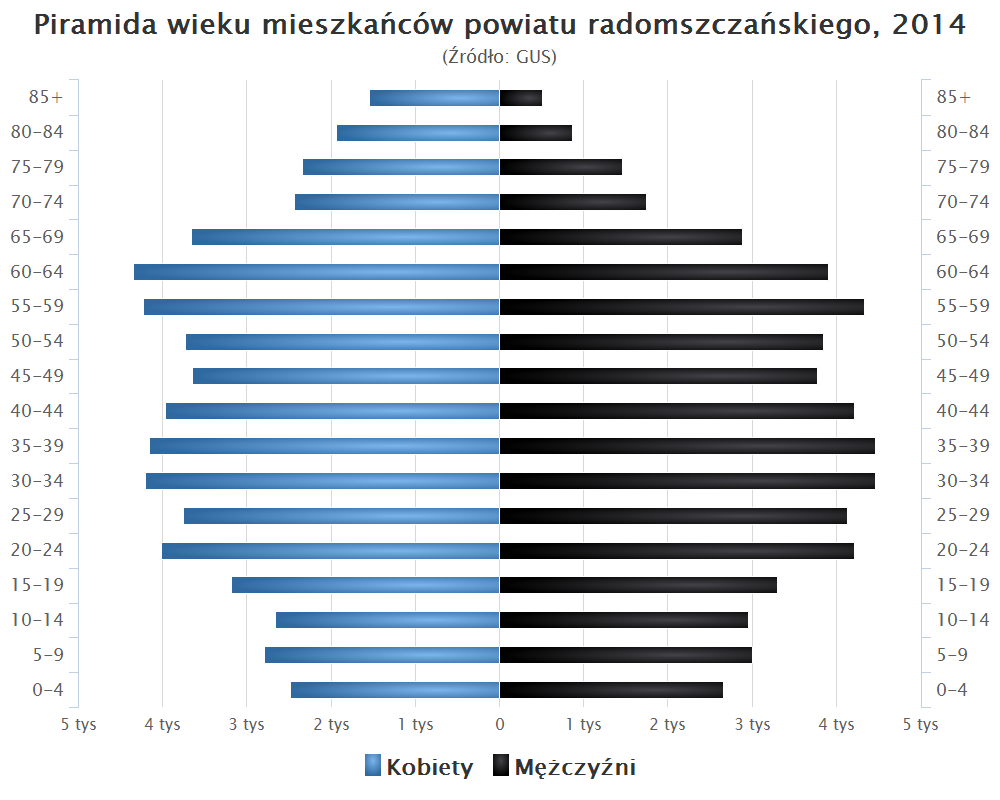
Piramida wieku mieszkańców powiatu radomszczańskiego w 2014 roku

Liczba ludności (dane z 31 grudnia 2008):
|        | Ogółem  | Ogółem | Kobiety | Kobiety | Mężczyźni | Mężczyźni |
| osób   | %       | osób   | %       | osób    | %         |           |
| ------ | ------- | ------ | ------- | ------- | --------- | --------- |
| Ogółem | 112 814 | 100    | 57 425  | 50,90   | 55 389    | 49,10     |
| Miasto | 49 487  | 43,87  | 25 872  | 22,93   | 23 615    | 20,93     |
| Wieś   | 63 327  | 56,13  | 31 553  | 27,97   | 31 774    | 28,16     |

▶Wieś vs ▶miasto
Ogółem (▶k, ▶m)
Miasto (▶k, ▶m)
Wieś (▶k, ▶m)

## Turystyka
Główne atrakcje turystyczne to Przedborski Park Krajobrazowy i rzeka Pilica oraz zabytki kultury, głównie w Radomsku, Przedborzu, Gidlach, Pławnie, Żytnie, Wielgomłynach, Dmeninie, Gorzędowie, w Lgocie Wielkiej, Strzałkowie, Kodrębie. Niedośpielinie oraz Góra Chełmo. Spośród wydarzeń kulturalnych największą uwagę skupiają te organizowane w Radomsku, Przedborzu i Górach Mokrych (Festiwal Marii Konopnickiej). We wsi Ozga prowadzi działalność Ośrodek Sportu i Rekreacji Góra Kamieńsk z zimowym ośrodkiem narciarskim i letnim parkiem rozrywki. W okolicy znajdują się trzy kilkunastokilometrowe trasy rowerowe.

## Starostowie radomszczańscy
Na podstawie źródła:
- Zdzisław Dawid (4 listopada 1998 – 18 listopada 2002)
- Michał Deszcz (18 listopada 2002 – 27 listopada 2006)
- Mieczysław Kazimierz Zyskowski (27 listopada 2006 – 2 czerwca 2009)
- Jerzy Wojciech Kaczmarek (2 czerwca 2009 – 1 grudnia 2010)
- Robert Zakrzewski (1 grudnia 2010 – 28 listopada 2014)
- Andrzej Stanisław Plutecki (28 listopada 2014 – 30 stycznia 2018)
- Beata Pokora (30 stycznia 2018 – 6 maja 2024)
- Łukasz Paweł Więcek (6 maja 2024 – nadal)